# Trolleybus de Philadelphie
Le réseau de trolleybus de Philadelphie est l'un des systèmes de transport en commun desservant la ville de Philadelphie, dans l'État de Pennsylvanie, aux États-Unis. La mise en service de la première ligne de trolleybus date du 14 octobre 1923, faisant du réseau de trolleybus de Philadelphie le deuxième plus vieux réseau de trolleybus encore en service au monde, derrière celui de Shanghai, en Chine. Le réseau comprend trois lignes, et comporte 38 véhicules.
Il est géré par la Southeastern Pennsylvania Transportation Authority (SEPTA).

## Réseau actuel

### Aperçu général
La SEPTA gère trois lignes de trolleybus.
- Ligne 59 : Arrott Transportation Center ↔ Oxford Avenue ↔ Castor Avenue ↔ Bells Corner, Rhawnhurst.
- Ligne 66 : Frankford Transportation Center ↔ Frankford Avenue ↔ Torresdale/Holmesburg.
- Ligne 75 : Arrott Transportation Center ↔ Wyoming Avenue ↔ Nicetown.

### Matériel roulant

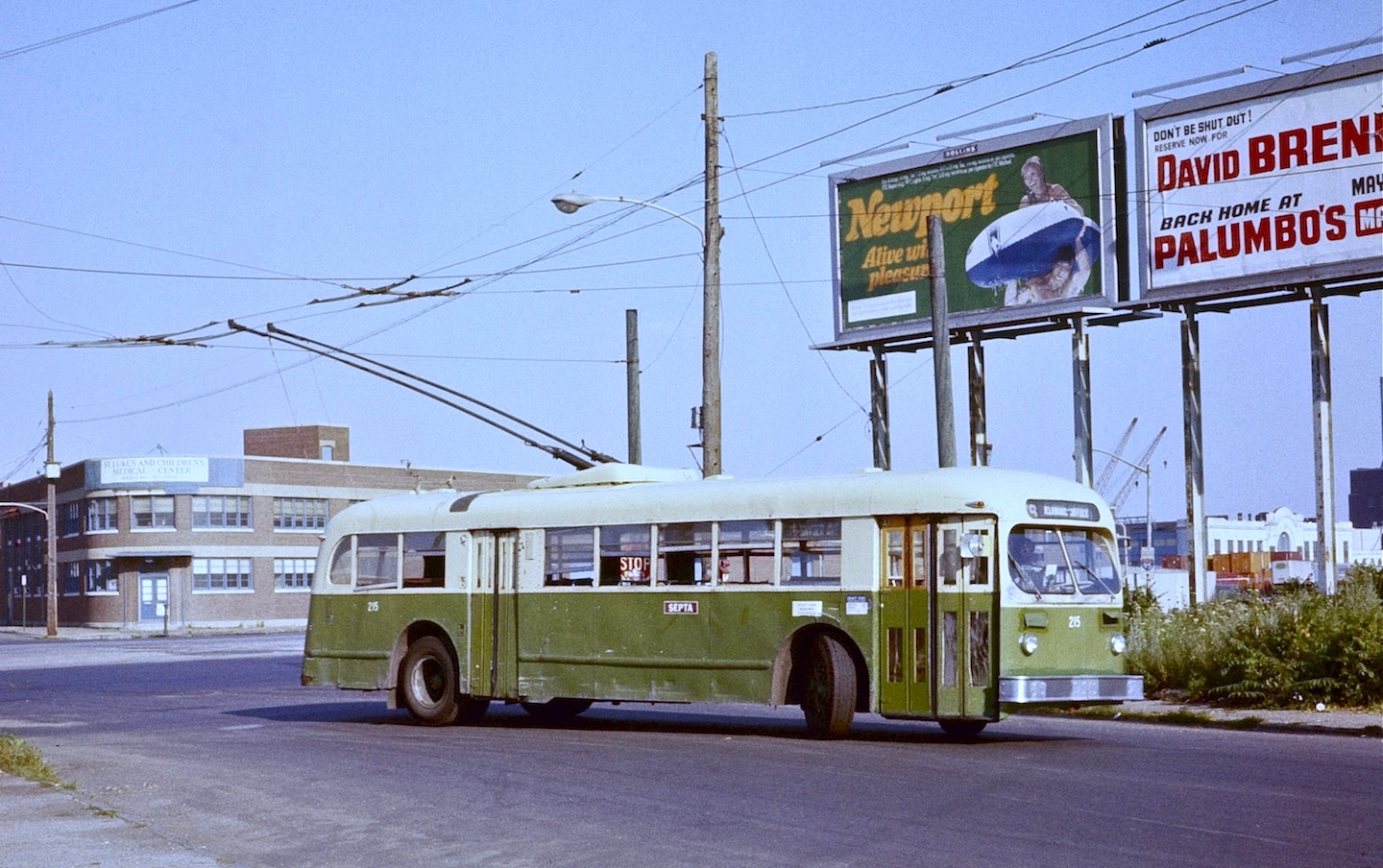
Un trolleybus ACF-Brill TC44 de la ligne 79, en 1978

Le réseau exploite aujourd'hui un seul modèle de trolleybus.
| Numéros | Quantité | Constructeur | Équipement électrique | Modèle N° | Type     | Années de construction |
| ------- | -------- | ------------ | --------------------- | --------- | -------- | ---------------------- |
| 800–837 | 38       | New Flyer    | Vossloh Kiepe         | E40LFR    | Standard | 2007–2008              |